# Juba-Konferenz

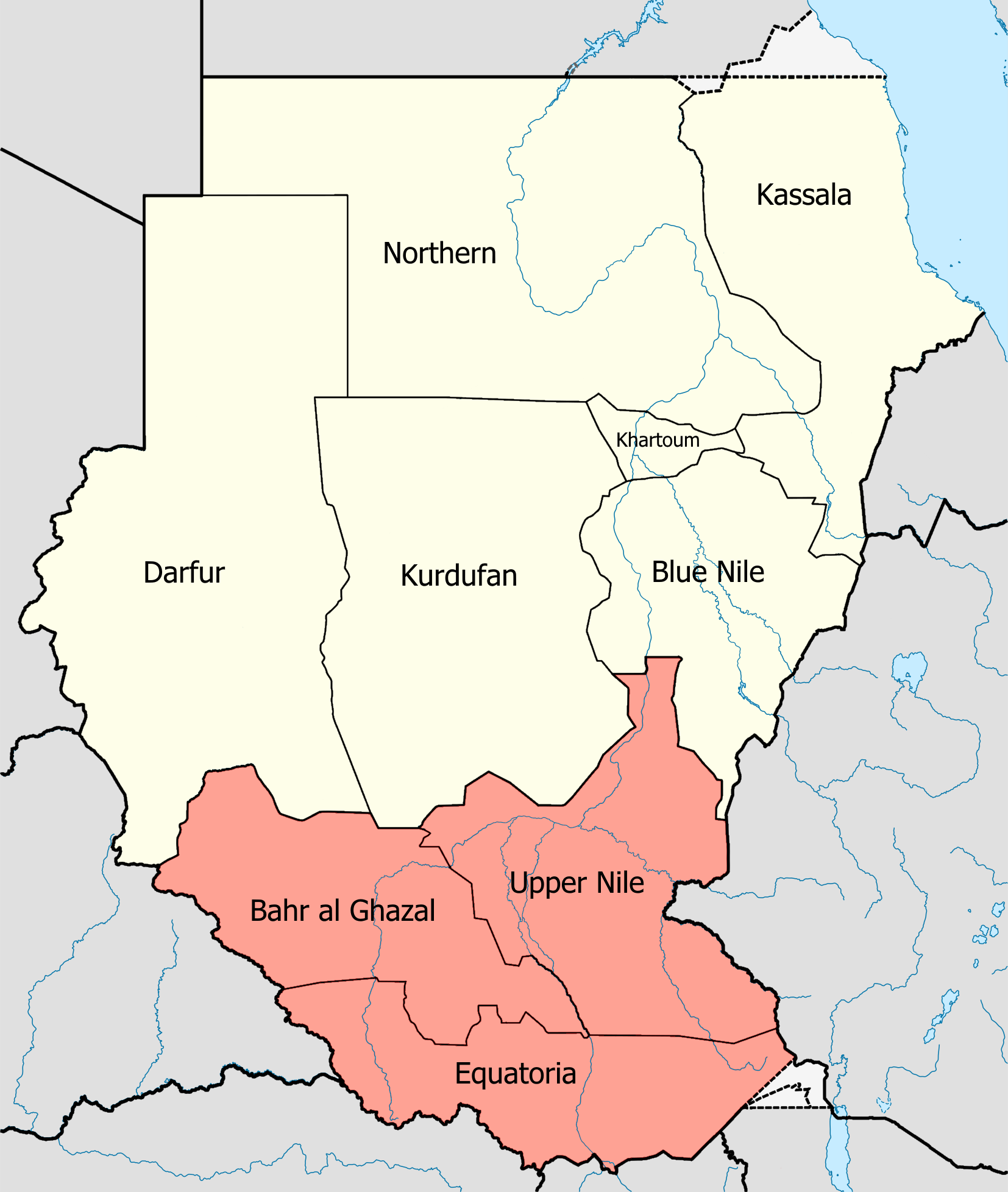
Provinzen des Anglo-ägyptischen Sudans

Die Juba-Konferenz, auf dt. Dschuba-Konferenz genannt, fand am 12. und 13. Juni 1947 in Dschuba im heutigen Südsudan unter der offiziellen Bezeichnung Sudan Administration Conference statt.
Auf dieser Konferenz beschlossen die damalige britische Kolonialmacht, Vertreter Nord- und Süd-Sudans mit großer Mehrheit, dass der Sudan trotz der großen Unterschiede zwischen dem Norden und dem Süden als Ganzes unabhängig werden sollte.
Mit dem Ergebnis dieser Konferenz wollte man den Zerfall Sudans in kleine, schwache Regionen verhindern. Besonders die Vertreter Nord-Sudans wollten einen starken Staat für die nahende Unabhängigkeit.
Diskutiert wurde unter anderem, in welcher Funktion Vertreter des Südens der legislativen Versammlung beiwohnen sollten, da ihnen die politische Erfahrung fehlte. Auch Möglichkeiten des Schutzes der Bevölkerung des Südens vor Abenteurern und Ausbeutern und die Rolle der Arabischen Sprache im Bildungssystem wurde besprochen.